# Saint-Maximin-la-Sainte-Baume
Saint-Maximin-la-Sainte-Baume is een gemeente in het Franse departement Var (regio Provence-Alpes-Côte d'Azur). Saint-Maximin-la-Sainte-Baume telde op 1 januari 2022 17.691 inwoners. De plaats maakt deel uit van het arrondissement Brignoles. De gemeente is vernoemd naar de heilige Maximinus, eerste bisschop van Aix-en-Provence.
In Saint-Maximin-la-Sainte-Baume bevindt zich een grote, gotische basiliek gewijd aan Maria Magdalena, die sinds de vroege middeleeuwen een pelgrimsoord is. Deze heilige zou in de buurt van Saint-Maximin, in Plan-d'Aups-Sainte-Baume, gedurende dertig jaar in een grot verbleven hebben (baume is Provençaals voor grot). De heilige Maximinus was een van haar volgelingen. In de basiliek is een graftombe waar zich de stoffelijke resten van Maria Magdalena zouden bevinden. De kerk beschikt over een groot en beroemd orgel, dat in 1772-1774 werd gebouwd door de dominicaan Jean-Esprit Isnard en nooit gemoderniseerd werd. Naast de basiliek ligt een gotisch klooster, het Couvent Royal. 
Elke woensdagvoormiddag wordt in het centrum van de gemeente een regionaal belangrijke markt gehouden.

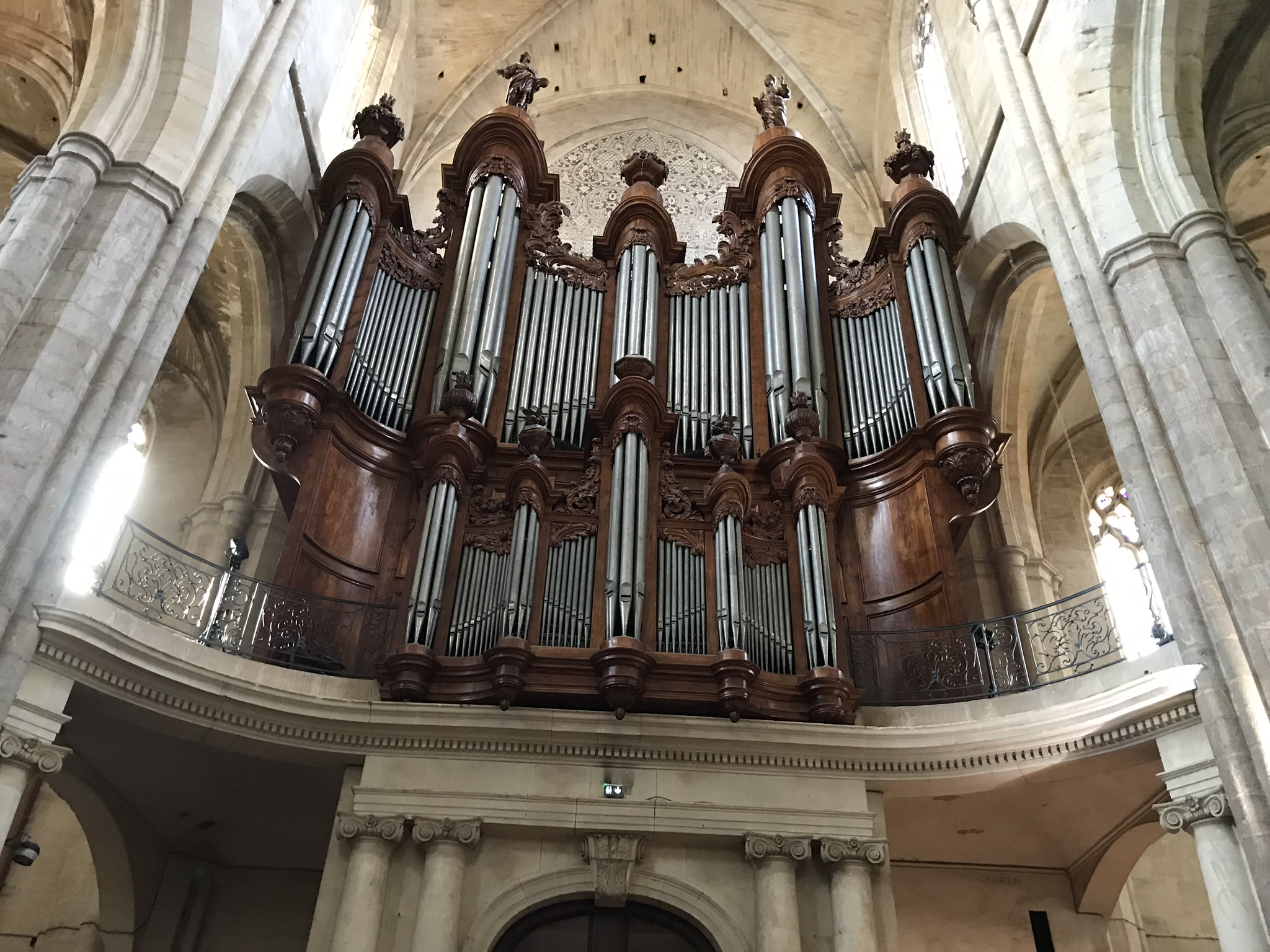
Orgel in de Basiliek Sainte-Marie-Madeleine

## Geschiedenis
In de Gallo-Romeinse tijd liep de Via Aurelia door de gemeente. De plaats is ontstaan uit een landbouwonderneming uit die periode die in de middeleeuwen werd omgevormd tot een priorij. In 1279 werden vier Romeinse sarcofagen uit de 4e eeuw gevonden. Een van de gevonden lichamen werd geïdentificeerd met Maria Magdalena. Dit was het begin van een cultus die gepromoot werd door Karel II van Anjou. Hij liet in 1295 de bouw van een basiliek starten, die pas in de 15e eeuw werd voltooid. Hij nodigde de dominicanen uit om de basiliek te bedienen. De plaats bloeide dankzij de toestroom van pelgrims. Saint-Maximin was in de middeleeuwen een van de belangrijkste bedevaartsoorden van Europa. 
In 1791 werd het dominicanenklooster gesloten en de gebouwen dienden een tijdlang als gevangenis. In 1859 werd het klooster gekocht door de dominicanen die er tot 1957 verbleven. Tot 2020 was er een hotel gevestigd in het klooster. In de moderne tijd kende Saint-Maximin-la-Sainte-Baume een tweede bloeiperiode. De stad groeide tot buiten haar omwallingen.

## Geografie
De oppervlakte van Saint-Maximin-la-Sainte-Baume bedroeg op 1 januari 2022 64,13 vierkante kilometer; de bevolkingsdichtheid was toen 275,9 inwoners per km².
Het zuidwesten van de gemeente ligt in het natuurgebied Parc naturel régional de la Sainte Baume. Ten zuidoosten van de gemeente ligt het heuvelmassief van Mont Aurélien.
De onderstaande kaart toont de ligging van Saint-Maximin-la-Sainte-Baume met de belangrijkste infrastructuur en aangrenzende gemeenten.

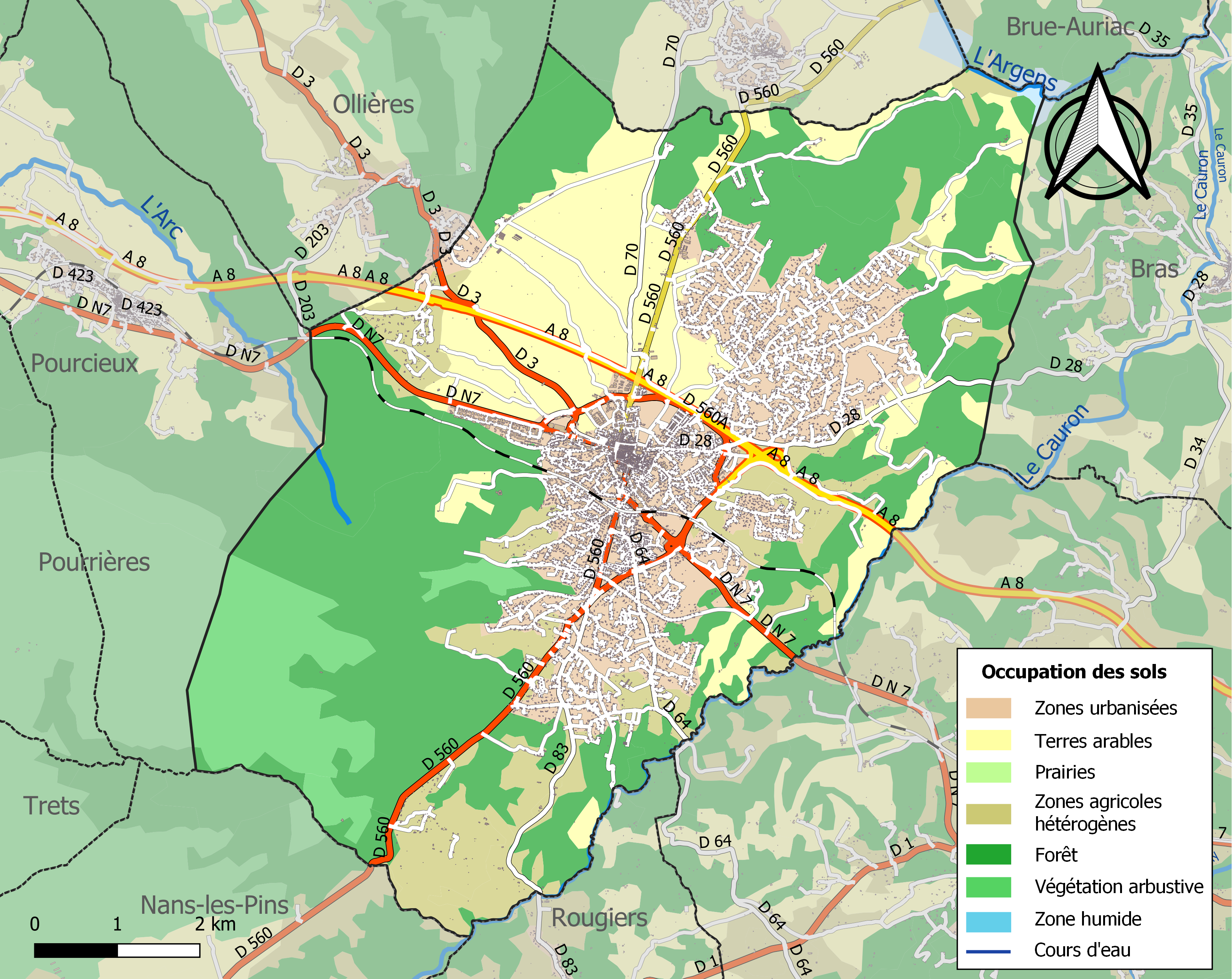

## Demografie
Onderstaande figuur toont het verloop van het inwonertal (bron: INSEE-tellingen).